# Baldwin County (Georgia)
Baldwin County is een county in de Amerikaanse staat Georgia.
De county heeft een landoppervlakte van 669 km² en telt 44.700 inwoners (volkstelling 2000). De hoofdplaats is Milledgeville.